# TIPH

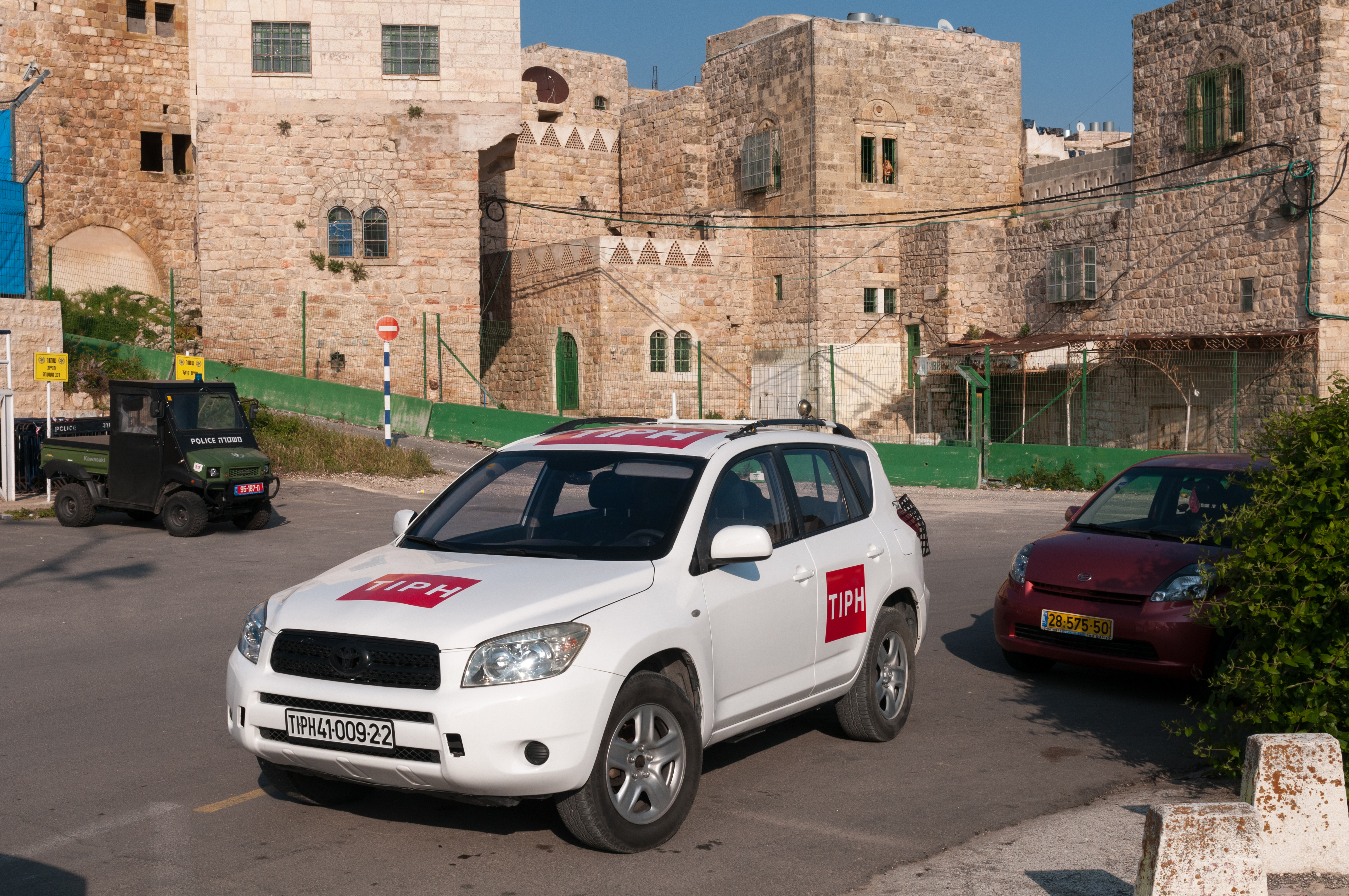
Ein Fahrzeug der Temporary International Presence in der Altstadt von Hebron.

TIPH ist die Abkürzung für „Temporary International Presence in the City of Hebron“ und bezeichnet die temporäre internationale Beobachtermission für Hebron. Sie wurde nach der Ermordung von 29 palästinensischen Bewohnern der Stadt Hebron durch den jüdischen Siedler Baruch Goldstein am 25. Februar 1994 durch die UN-Resolution 904 eingerichtet. Die TIPH-Beobachtertruppe sollte die Stabilität in der Stadt fördern und die Wiederherstellung des normalen Lebens gewährleisten. Diese Präsenz dauerte mit Unterbrechungen bis zum 31. Januar 2019.
Am 28. Januar 2019 verkündete Benjamin Netanjahu, das Mandat am 31. Januar nicht mehr turnusmäßig zu verlängern und damit nach 22 Jahren auslaufen zu lassen, da er „keine Beobachter haben wolle, die gegen Israel arbeiten“, wobei er sich auf zwei Vorfälle aus 2018 bezog.

## Gründung
Vertreter von PLO und Israel schlossen am 31. März 1994 einen Vertrag mit Italien, der Schweiz, Schweden, der Türkei, Dänemark und Norwegen, der besagt, Unterstützungspersonal und Beobachter für eine temporäre Anwesenheit in der Stadt zur Verfügung zu stellen. Am 8. Mai 1994 wurden die ersten Beobachter der TIPH aufgestellt. Doch nach Ablauf des Mandats von drei Monaten, kam es zu keiner Verlängerung. Nach dem teilweisen Abzug der israelischen Armee kam am 29. April 1996 ein rein norwegisches Team. Am 1. Februar 1997 begann dann die eigentliche Mission. Koordiniert wurde diese von den Norwegern, Dänemark war inzwischen ausgeschieden. Die Mission wurde alle sechs Monate verlängert. Die Berichte der Beobachter gingen an die Herkunfstländer, Israel und die Palästinensische Autonomiebehörde. Sie wurden nicht öffentlich gemacht. Für die Mission wurden geeignete Personen – oft Polizisten der Missionsländer – entsandt. Ein Schweizer Beobachter verdiente bis 140.000 Franken im Jahr. Die Stärke betrug etwa 60 Männer und Frauen. Die Truppe hatte weiße Fahrzeuge mit israelischen Kennzeichen des Diplomaten-Nummernkreises 22 mit dem Präfix TIPH.

## Aufgaben
Die Beobachter durften Verstöße gegen das Abkommen über die Zonen H1 und H2 dokumentieren und melden. Dazu wurden Fuß- und Fahrzeugstreifen durchgeführt. Ein aktives Eingreifen war nicht vorgesehen. Ihre Reputation war daher bei beiden Seiten nicht sehr hoch. Von der Bevölkerung wurde die Abkürzung daher scherzhaft als "Two Impotents Patrolling Hebron" ausgelegt.
Die Beobachtermission agierte hauptsächlich in dem Teil der Stadt, der unter israelischer Militärkontrolle steht. 80 % von Hebron werden von der PA kontrolliert.

## Kritik
Nachdem die Beobachter hauptsächlich zum Schutz der palästinensischen Bevölkerung vor Übergriffen durch Soldaten und Siedler da waren, war keine echte Neutralität gegeben. So pflegten die Angehörigen rege Kontakte zu palästinensischen Behörden und NGOs, die auch auf der Homepage veröffentlicht wurden. Zu den jüdischen Siedlern in der Stadt bzw. der angrenzenden Siedlung Kirjat Arba gab es keine freundschaftlichen Beziehungen. Kritisiert wurde von dieser Seite z. B. auch, dass Angehörige oft Führungen von NGOs begleiteten, die Touristen "einseitig über die Probleme der arabischen Bewohner" informierten.

## Vorfälle
Im Verlauf der Zweiten Intifada wurden am 25. März 2002 zwei Angehörige der TIPH, der Major Cengiz Soytunc aus der Türkei und die Zivilangestellte Katrine Brooks aus der Schweiz, von palästinensischen Heckenschützen ermordet und ein dritter verletzt. Zwei norwegische Beobachter fielen im gleichen Jahr einem palästinensischen Überfall zum Opfer. Die Angreifer dachten, dass es sich bei den unbewaffneten Opfern um israelische Siedler handelte.
Im Februar 2006 flohen die Beobachter der TIPH vorübergehend aus Hebron, nachdem es im Zuge des Karikaturenstreits zu gewalttätigen Übergriffen von Seiten der Palästinenser gegenüber Einrichtungen der TIPH in Hebron gekommen war.
Zum 20-jährigen Bestehen wurde erstmals ein TIPH-Report öffentlich bekannt. Aufgezeigt werden darin 40.000 Vorkommnisse und dass die Situation für die in der H2-Zone wohnenden Palästinenser immer schlechter würde. Ein normales Leben für die arabischen Bewohner der Zone sei wegen der zahlreichen Beschränkungen nicht mehr möglich.
Im Juli 2018 gab es zwei Vorfälle, die zum Anlass genommen wurden, eine weitere Verlängerung der Mission durch Israel abzulehnen. Ein Schweizer Rechtsberater der Organisation wurde des Landes verwiesen, nachdem er während eines Rundganges der NGO Breaking the Silence ein provokant auftretendes 10-jährigen Siedler-Kind ins Gesicht geschlagen hatte. Ein anderer Angehöriger schlitzte bereits 2017 die Reifen am Auto eines jüdischen Einwohners auf und verließ nach dem Bekanntwerden im Sommer 2018 fluchtartig das Land. Beide Vorfälle wurden auf Video aufgezeichnet. Diese "parteiischen, aggressiven Aktionen" führten dazu, dass die Beobachtermission zum 31. Januar 2019 von Israel nicht verlängert wurde.

## Ende
Nach den Vorfällen im Juli 2018 gab es seitens der Siedler verstärkten Druck auf die israelische Regierung, die Mission zu beenden. Auch angesichts der bevorstehenden Parlamentswahlen verweigerte der Ministerpräsident die Zustimmung zur Missionsverlängerung. Bekannt machte er dies mit einer Nachricht über Twitter am 28. Januar 2019. Damit lief die Mission zum Monatsende aus.
Ein Aufruf von PLO-Generalsekretär Saeb Erekat an die UNO, den Fortbestand der Mission zu garantieren, die ein Bestandteil der Oslo-Verträge sei, blieb erfolglos.
Eine UN-Resolution des Sicherheitsrates, die die Entscheidung Israels bedauerte, wurde von den USA blockiert. Das US-Außenministerium erklärte dazu, dass die Aufkündigung eine interne Angelegenheit Israels sei, die keine Verletzung der Verträge mit den Palästinensern darstelle.